# 查克·克洛斯
查克·克洛斯（英語：Chuck Close，1940年7月5日—2021年8月19日），美國画家、摄影师。他的早期作品大多是非常大的家人和朋友的人像照片。

## 生平
1962年，他獲得美國西雅图华盛顿大学的学士学位，然后進入耶鲁大学，1964年獲得碩士學位。耶鲁大学后，他在欧洲住了一段时间。当他回到美国，他在马萨诸塞大学当美术教师。
他的作品首次展出是於1973年初在纽约现代艺术博物馆。后来，克洛斯患上面容失认症，就是指无法辨识别人的面容，这给予他的工作很大的考验。后来他的工作跨足非矩形网格、地形风格相似的颜色区域和使用大电网令到一个一个细胞似的自然明显的呈现在作品里。甚至他的那副著名的大自画像也是一样，精细、巨大的一幅作品就跟真的相片一样。
克洛斯继续在探索深究的艺术作品，之后他多幅著名的作品出现，数以千计的机织色线的组合组成，其中有多个形象，描绘了包括姬·摩絲、辛蒂·雪曼、洛娜·辛普森、卢卡斯·萨马拉斯，菲利普·格拉斯。在2000年，他被授予国家艺术奖。
1988年12月7日，克洛斯在纽约市艺术家表彰仪式里觉得胸口疼痛，后来去了医院，被诊断是脊髓动脉崩溃。他严重瘫痪，从此坐轮椅，然而他继续艰难地进行他的绘画工作。
2021年8月19日，克洛斯因心脏衰竭于欧申赛德逝世，享年81岁。